# SafeSeaNet
Das SafeSeaNet (kurz SSN, Langform System der Union für den Austausch von Informationen für die Sicherheit des Seeverkehrs) ist eine Plattform für den Austausch maritimer Daten zwischen den Seeschifffahrtsbehörden der EU-Mitgliedstaaten sowie Norwegens und Islands mit dem Ziel der Verhinderung von Umweltverschmutzung und Unfällen auf See.
Als gemeinschaftliches Überwachungs- und Informationssystem für den Schiffsverkehr soll es die durch die Verschiedenheit der Datenerfassungsverfahren und -systeme in den europäischen Häfen entstandenen Schwierigkeiten beim Informationsaustausch überwinden. Das SafeSeaNet wird von der Europäischen Agentur für die Sicherheit des Seeverkehrs (EMSA) verwaltet.
Das Herz der SafeSeaNet-Architektur bildet das SafeSeaNet XML Messaging System, durch das die angeschlossenen Behörden die Informationen nahezu in Echtzeit erhalten. Eine Datenquelle bilden dabei die Empfangsstationen des Automatischen Identifikationssystems (AIS). Ebenfalls enthält das SafeSeaNet Informationen über die Vergangenheit eines Schiffes (Unfälle, Verschmutzungen usw.).
Das SafeSeaNet wird ständig weiterentwickelt. Entscheidungen über technische Änderungen werden auf Arbeitssitzungen getroffen (SSN Workshops), die von der EMSA koordiniert werden. Durch das SafeSeaNet findet der Informationsaustausch statt, der durch die EU-Richtlinie 2002/59/EG vorgegeben ist. Diese Richtlinie ist durch Richtlinie 2009/17/EG geändert worden.
Für die Bundesrepublik Deutschland wurde diese Aufgabe vom Zentralen Meldesystem für Gefahrgut und Schiffsverkehr sichergestellt. Seit Juni 2015 erfüllt das National Single Window diese Aufgabe.

## Einzelnachweis
1. ↑  National Single Window (NSW). Informationstechnikzentrum Bund, abgerufen am 29. November 2020.